# 白建军
白建军（1958年1月—）江苏徐州人，中国人民解放军中将。

## 生平
白建军是中国共产党党员。俄罗斯总参谋部军事学院国家安全战略专业毕业。2003年起，任中国人民解放军总参谋部作战部副部长。2006年起，任济南军区陆军第五十四集团军副军长。2008年3月，接替张仕波任陆军第二十集团军军长，同年率部参加汶川大地震抗震救灾。2009年起，任总参谋部作战部部长兼国家人民防空办公室主任。2013年7月起，任北京军区参谋长。2014年12月，起任北京军区副司令员。2016年1月起，任北京军区善后办主任。
2005年晋升中国人民解放军少将军衔，2014年7月晋升中国人民解放军中将军衔。
2013年，当选为第十二届全国人民代表大会解放军代表。